# Au monde
Au monde ist eine Oper in 20 Szenen von Philippe Boesmans (Musik) mit einem Libretto von Joël Pommerat. Die Uraufführung fand am 30. März 2014 im Brüsseler Opernhaus La Monnaie/De Munt statt.

## Handlung
Im Haus eines reichen Waffenfabrikanten versammelt sich seine Familie. Anlass scheint der Geburtstag der jüngsten Tochter zu sein, aber der offenbar schwer kranke Fabrikant möchte auch seine Nachfolge im Unternehmen klären. Protagonisten sind außer diesem seine drei Töchter, zwei Söhne, ein Schwiegersohn und eine fremde Frau, die letzterer ins Haus bringt. Jede Person hat eigene Probleme und Geheimnisse, die im Verlauf der Handlung symbolhaft angedeutet, aber nie völlig offenbart werden. Themen wie Mord, Krankheiten oder Inzest klingen an. Außer dem jüngsten Sohn Ori wird keine Person namentlich vorgestellt.
Szene 1. Die Familie versammelt sich im Haus des Fabrikanten. Auch die Rückkehr des jüngsten Sohnes Ori, der nach fünf Jahren seine Laufbahn in der Armee aufgegeben hat, steht bevor. Im Zimmer befinden sich außer dem Vater bereits sein ältester Sohn, der Ehemann der ältesten Tochter und die mittlere Tochter, die eine Karriere als Fernsehstar gemacht hat.
Szene 2. Die jüngste Tochter, die als Ersatz für ein verschwundenes Mädchens adoptiert worden war, fühlt sich in der Familie ungeliebt und unsicher. Ihre mittlere Schwester versucht, sie zu trösten. Auch die älteste Schwester ist anwesend. Der älteste Sohn und der Schwager schauen kurz herein. Sie wundern sich, warum Ori noch nicht da ist.
Szene 3. Endlich trifft Ori ein. Der Vater fragt ihn, warum er die Armee verlassen habe und welche Pläne er für die Zukunft habe. Ori gibt keine klare Antwort.
Szene 4. Die jüngste Tochter schaltet den Fernseher ein. Die zweite ist darüber ungehalten und schaltet ihn wieder aus. Ori gibt zu, dass er ein Buch geschrieben habe – eine „kleine Phantasie“ – das er herumreicht. Alle sehen sich dem Einband an, doch niemand schaut hinein. Plötzlich platzt eine fremde Frau in die Gesellschaft. Der Schwager erklärt, dass er sie engagiert habe, damit sie seine Frau während ihrer Schwangerschaft unterstützt. Die beiden ziehen sich in ein Nebenzimmer zurück, um über ihre Aufgaben zu sprechen.
Szene 5. In einer möglicherweise als Traum der zweiten Tochter zu interpretierenden Szene bewegt die fremde Frau die Lippen im Playback-Verfahren synchron zu dem von einem Mann gesungenen Lied My Way.
Szene 6. Die jüngste Tochter ist immer noch verzweifelt, weil sie sich in der Familie nicht akzeptiert fühlt. Ihre beiden Schwestern versuchen sie zu trösten.
Szene 7. Ori trifft sich mit der ältesten Tochter in deren Schlafzimmer. Die zweite Tochter kommt hinzu, um mit ihnen über die Probleme und Albträume der jüngsten zu sprechen. Nachdem sie wieder gegangen ist, erzählt die ältere Schwester Ori von ihren Kindheitserlebnissen. Die beiden küssen sich.
Szene 8. Die jüngste Tochter gesteht ihrem Schwager, dass sie ältere Männer bevorzuge. Er glaubt ihr jedoch nicht und hält ihr einen Vortrag über Wahrheit und Lüge. Sie schaltet den Fernseher an, worauf die zweite Tochter einen Wutanfall bekommt und sie zwingt, ihn wieder auszuschalten.
Szene 9. In einer weiteren möglichen Traumszene der mittleren Tochter liebkost die fremde Frau die jüngste Tochter.
Szene 10. Die zweite Tochter wurde durch Rufe der fremden Frau geweckt und unterhält sich mit ihr, die in einer fremden Sprache antwortet. Ihr älterer Bruder und der Vater kommen kurz hinzu. Als sie gegangen sind, erkennt die zweite Tochter, das ihr Schwager in einer dunklen Ecke des Zimmers alles angehört hat. Ori verkündet, dass er nach draußen gehen wolle, um frische Luft zu schnappen.
Szene 11. In Gegenwart ihres schlafenden Vaters berichtet die zweite Schwester von drei in der Nacht ermordeten Frauen. Sie hat Angst. Nur der Gedanke an den Schutz durch Männer wie ihren Vater beruhigt sie. Verstört kehrt Ori von seinem Spaziergang zurück. Er hat noch nicht die ersehnte Ruhe gefunden und zieht sich zurück. Die zweite Tochter bemerkt, dass Ori Probleme mit seinen Augen hat. Die fremde Frau und der Schwager kommen hinzu. Alle schauen gebannt auf den Fernseher – zuerst begeistert, dann mit zunehmendem Entsetzen. Die älteste Schwester schaltet den Fernseher schließlich aus, doch die jüngste ist so mitgenommen, dass sie zusammenbricht. In einer möglichen Traumszene der zweiten Schwester singt die fremde Frau noch einmal im Playback My Way.
Szene 12. Die beiden älteren Schwestern sorgen sich über Oris Gesundheit. Der inzwischen schwer kranke Vater hat alle zum Familienrat zusammengerufen. Ori kommt mit Verspätung. Der Vater teilt ihm mit, dass er ihn ausersehen habe, die Leitung des Unternehmens zu übernehmen. Der verstört wirkende Ori zögert jedoch mit seiner Zustimmung. Er verlässt das Zimmer verlässt und läuft dabei wie blind gegen eine Wand. Als die Schwestern wieder allein sind, klagt die jüngste erneut über ihre eigenen Sorgen. Die mittlere Schwester stellt fest, dass die älteste es offenbar vermeidet, über ihre Schwangerschaft zu sprechen.
Szene 13. Die mittlere Schwester vertraut der älteren an, dass sie von der fremden Frau geträumt habe. Seit dem Familienrat ist eine Woche vergangen, doch Ori gibt im Gespräch mit der zweiten Schwester zu, dass er sich noch nicht zu einer Entscheidung durchringen konnte. Sie vermeint, Blut auf seinem Gesicht zu sehen.
Szene 14. Bei der nächsten Familienversammlung erwartet der Vater ungeduldig die Entscheidung Oris. Der kommt erneut zu spät und gesteht den anderen seine Unentschlossenheit.
Szene 15. Die jüngste Tochter offenbart ihrem Vater ihre Vorliebe für ältere Männer und gibt zu, dass sie für ihn schwärmt.
Szene 16. In der folgenden möglichen Traumszene der zweiten Tochter stellt Ori die fremde Frau zur Rede: Er behauptet, ihre Identität zu kennen und keine Angst vor ihr zu haben. Dann ermordet er sie.
Szene 17. Eine weitere Traumszene – Die fremde Frau „singt“ wieder My Way. Diesmal ist sie unbekleidet.
Szene 18. Die beiden älteren Töchter haben aus dem Zimmer der jüngeren Schreie gehört und stehen besorgt vor der Tür. Ihr Schwager berichtet, dass er den Vater nicht finden könne – da kommt dieser aus dem Zimmer der jüngsten Tochter. Die zweite Tochter erzählt der ältesten von Gerüchten, nach denen es Bilder von Ori gebe, auf denen er mit Blut beschmiert sei. Die fremde Frau erscheint und beschimpft den Ehemann der ältesten Tochter in ihrer eigenen fremdartigen Sprache.
Szene 19. Die älteste Tochter gesteht der mittleren, dass sie nicht wisse, wer der Vater ihres Kindes sei. Der schwerkranke Vater teilt den anderen unter Mühen mit, dass Ori nun einverstanden sei, die Familiengeschäfte zu übernehmen. Die zweite Tochter freut sich über eine neue Fernsehshow mit Tieren, die sie übernehmen soll.
Szene 20. Ori trägt nun eine schwarze Brille. Die älteste Schwester versichert ihm, dass sie ihn verstehe. Alle versammeln sich vor dem Fernseher, um die Show der zweiten Tochter zu sehen – doch der Vater ist verwirrt und erkennt sie nicht. Er fragt sie ernsthaft, ob er sie nicht aus dem Fernsehen kenne. Der älteste Sohn und die älteste Tochter führen ihn aus dem Zimmer. Die zweite Tochter umarmt die fremde Frau. Schließlich sind nur noch die drei Schwestern im Raum, und die älteste schaltet den Fernseher ein. Sie und die jüngste sind hingerissen vom Auftritt der mittleren Schwester und versichern ihr lachend, wie schön und lustig sie sei. Die zweite Schwester jedoch bricht von Gefühlen überwältigt zusammen.

## Gestaltung

### Instrumentation
Die Orchesterbesetzung der Oper enthält die folgenden Instrumente:
- Holzbläser: zwei Flöten, zwei Oboen (2. auch Englischhorn), zwei Klarinetten (2. auch Bassklarinette), zwei Fagotte (2. auch Kontrafagott)
- Blechbläser: zwei Hörner, zwei Trompeten, zwei Posaunen, Tuba
- Harfe
- Klavier, Celesta
- Schlagzeug (vier Spieler): Pauken, Glockenspiel, Vibraphon, Maracas, Tamtam, Triangel, kleines Becken, vier Tumbas, Crotales, glass chimes, Röhrenglocken, Große Trommel, vier Bongos, vier Toms, zwei Becken, Snare drum, Tenortrommel, Marimba, drei Holzblocks, Tamburin, Templeblocks, Peitsche
- Akkordeon
- Streicher

### Musik
Die Tonsprache des Werks ist postmodern und weitgehend tonal. Die Musik ist melodisch. Sie erinnert an diejenige des späten 19. Jahrhunderts, enthält aber auch einige modernere Elemente. Die instrumentalen Zwischenspiele gemahnen an die Zwischenmusiken älterer Filmmusik. An manchen Stellen erinnert die Musik an die Licht- und Schattenspiele in Debussys Pelléas et Mélisande. Es gibt liedhafte Arien mit Anklängen an den Belcanto. Aus dem Bereich der Unterhaltungsmusik kommen Elemente wie das Akkordeon, das Chanson-Zitat und ein Tango. Die Grundierung ist dennoch düster mit betonten Bässen und Blechbläsern.

### Libretto
Das Libretto der Oper stammt von dem Dramatiker und Regisseur Joël Pommerat. Es basiert auf seinem eigenen gleichnamigen Theaterstück, dass 2004 im Théâtre national de Strasbourg uraufgeführt worden war. Pommerat hatte Au monde wie alle seine Stücke in enger Zusammenarbeit mit den vorgesehenen Darstellern entwickelt und musste die Charaktere nun einem anderen Autor anvertrauen. Lediglich die Rolle der fremden Frau (eine Schauspielerinnen-Partie) konnte weiterhin von Ruth Olaizola gespielt werden. Deren von Olaizola selbst geschriebener Text steht in einer vom Baskischen inspirierten Sprache.

## Werkgeschichte
Bei der Uraufführung am 30. März 2014 im Brüsseler Opernhaus La Monnaie/De Munt sangen und spielten Richard Angas (Vater), Werner van Mechelen (ältester Sohn), Stéphane Degout (Ori), Charlotte Hellekant (älteste Tochter), Patricia Petibon (zweite Tochter), Fflur Wyn-Rogers (jüngste Tochter), Yann Beuron (Ehemann der ältesten Tochter), Ruth Olaizola (fremde Frau). Die musikalische Leitung des Symphonieorchesters von La Monnaie hatte Patrick Davin. Regie führte der Librettist Joël Pommerat, Bühne und Lichtdesign stammten von Eric Soyer, und die Kostüme von Isabelle Deffin. Diese Elemente hatte Pommerat von der Produktion der Theatervorlage übernommen. Die Aufführung wurde von Arte Concert im Internet übertragen und von den International Opera Awards 2015 als „beste Uraufführung“ ausgezeichnet.
Im Februar 2015 übernahm die Pariser Opéra-Comique die Produktion. Abgesehen von Frode Olsen als Vater und Philippe Sly als Ori blieb die Besetzung unverändert. Hier spielte das Orchestre Philharmonique de Radio France, wieder unter Leitung von Patrick Davin.
Die deutsche Erstaufführung fand am 6. Dezember 2015 im Theater Aachen statt. Es handelte sich um eine Neuproduktion in einer Inszenierung von Ewa Teilmans mit einem Bühnenbild von Oliver Brendel und Kostümen von Andreas Becker. Die musikalische Leitung hatte Justus Thorau. Die Darsteller waren Randall Jakobsh (Vater), Pawl Lawreszuk (ältester Sohn), Hrólfur Sæmundsson (Ori), Sanja Radisic (älteste Tochter), Camille Schnoor (mittlere Tochter), Suzanne Jerosme (jüngste Tochter) und Johan Weigel (Ehemann der ältesten Tochter) und Marika Meoli (fremde Frau).

## Aufnahmen
- 3./9. April 2014 – Patrick Davin (Dirigent), Orchestre Symphonique de la Monnaie.
 Richard Angas (Vater), Werner van Mechelen (ältester Sohn), Stéphane Degout (Ori), Charlotte Hellekant (älteste Tochter), Patricia Petibon (zweite Tochter), Fflur Wyn-Rogers (jüngste Tochter), Yann Beuron (Ehemann der ältesten Tochter), Ruth Olaizola (fremde Frau).
 Live aus dem Théâtre La Monnaie Brüssel in der Besetzung der Uraufführung.
 Audio: Cyprès 0004643CYP (2 CD).
 Video: Internet-Übertragung auf Arte Concert.[7][11]
- 26. Februar 2015 – Patrick Davin (Dirigent), Orchestre Philharmonique de Radio France.
 Frode Olsen (Vater), Werner van Mechelen (ältester Sohn), Philippe Sly (Ori), Charlotte Hellekant (älteste Tochter), Patricia Petibon (zweite Tochter), Fflur Wyn-Rogers (jüngste Tochter), Yann Beuron (Ehemann der ältesten Tochter), Ruth Olaizola (fremde Frau).
 Live aus der Opéra-Comique Paris.
 Radiosendung vom 14. März 2015 auf France Musique.[11]